# Хатива
Ха́тива (кат. Xàtiva, исп. Játiva, San Felipe de Játiva; Шатива — в валенсийском произношении) — город и муниципалитет в Испании, входит в провинцию Валенсия в составе автономного сообщества Валенсия (автономное сообщество). Муниципалитет находится в составе района (комарки) Костера. Расположен на берегу реки Альбаида, в удалении от моря. Через город проходит железная дорога. Есть футбольный клуб «Олимпик» третьего дивизиона.

## История и достопримечательности

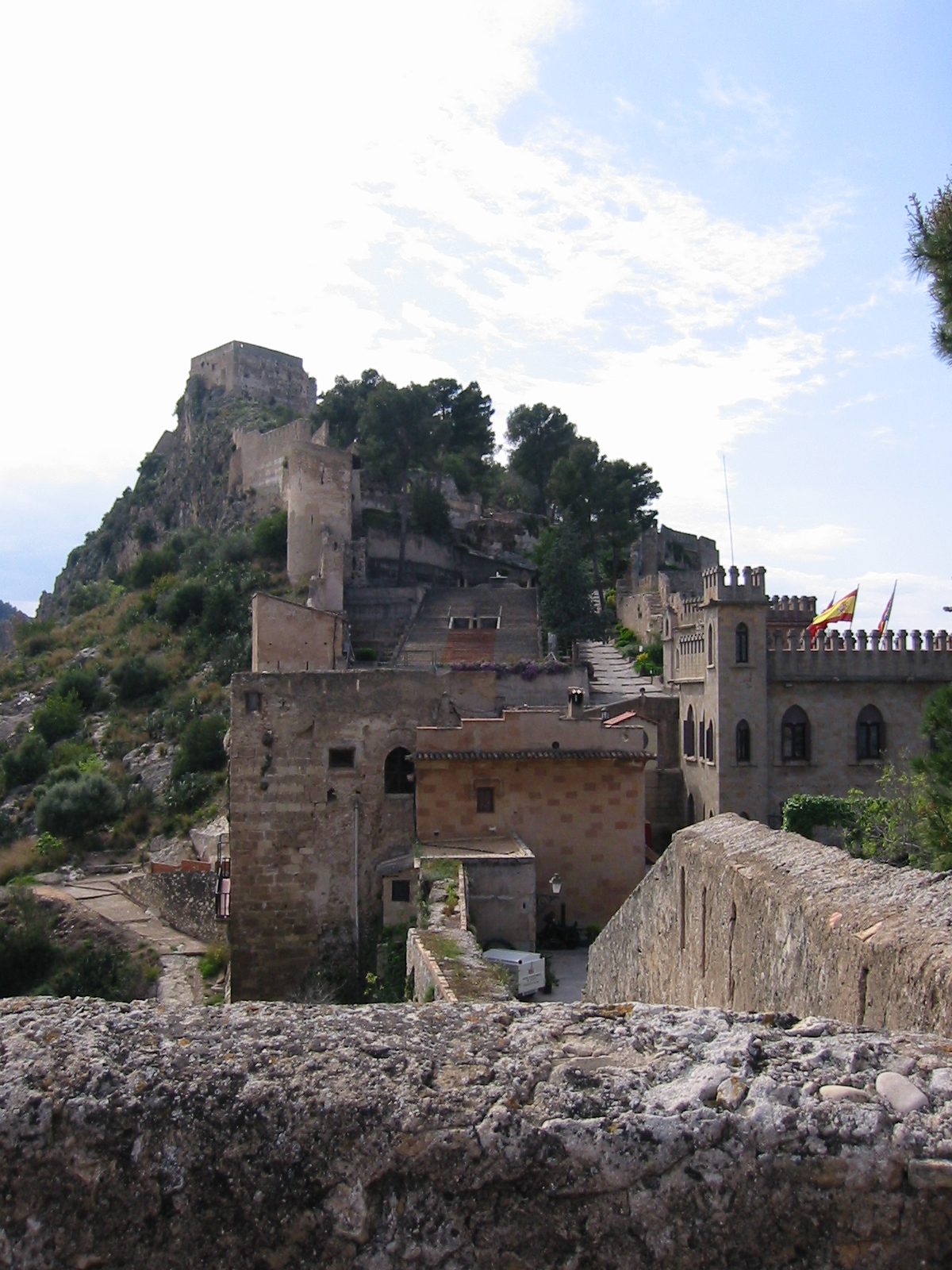
Замок

Существовал уже в римские времена под названием Saetabis, однако зданий римской эпохи не сохранилось. С 711 до 1244 года городок принадлежал завоевателям Испании — маврам, и был известен как Ша́тиба (араб. شاطبة‎). При них появились многие здания исторического центра, была построена большая часть замка. После этого Хатива вошла в состав королевства Валенсия, подвластного арагонскому королю Хайме I. Евреи в XIV—XV вв. составляли до четверти его населения, а многочисленные мориски были выселены из города в сельскую местность,
Здесь родились римские папы Алонсо де Борха (Каликст III) и его племянник Родри́го Бо́рджиа (Александр VI) (сохранился особняк, где он родился). Также Хатива была родиной известного художника Хосе Рибейры.Во время войны за испанское наследство Хатива держала сторону австрийского претендента Карла и пострадала от войск Бурбонов.
В XIX веке Хатива пережила несколько сражений с армией Наполеона; в 1939 году — бомбардировку в ходе гражданской войны.
В 1982 г. город был объявлен объектом исторического наследия. Основные достопримечательности — музей и замок, сохранились монастыри, церкви и особняки в готическом стиле.

## Население
| Год  | Численность | Численность   |
| ---- | ----------- | ------------- |
| 2001 | 25 996      | [ 5 ]         |
| 2002 | 26 520      | [ 6 ]         |
| 2004 | 27 679      | [ 7 ]         |
| 2005 | 28 222      | [ 8 ]         |
| 2006 | 28 474      | [ 9 ]         |
| 2007 | 28 597      | [ 10 ]        |
| 2008 | 29 363      | [ 11 ]        |
| 2009 | 29 386      | [ 12 ]        |
| 2010 | 29 361      | [ 13 ]        |
| 2011 | 29 469      | [ 14 ]        |
| 2012 | 29 196      | [ 15 ]        |
| 2013 | 29 400      | [ 16 ]        |
| 2014 | 29 343      | [ 17 ]        |
| 2015 | 29 095      | [ 18 ]        |
| 2016 | 28 973      | [ 19 ]        |
| 2017 | 29 070      | [ 20 ]        |
| 2018 | 29 045      | [ 21 ] [ 22 ] |
| 2019 | 29 231      | [ 23 ]        |
| 2020 | 29 623      | [ 24 ]        |
| 2021 | 29 459      | [ 25 ]        |
| 2022 | 29 637      | [ 26 ]        |
| 2023 | 30 072      | [ 27 ]        |
| 2024 | 30 378      | [ 1 ]         |